# Avelin
Avelin is een gemeente in het Franse Noorderdepartement (Frans: département du Nord) (regio Hauts-de-France). De gemeente maakt deel uit van het arrondissement Rijsel. De gemeente telt naast het dorpscentrum een aantal gehuchten, zoals Ennetières, Antroeuilles, Le Has, Le Croquet, La Becque, Le Roseau, Prez en Treupe. Avelin telde op 1 januari 2022 2.575 inwoners.

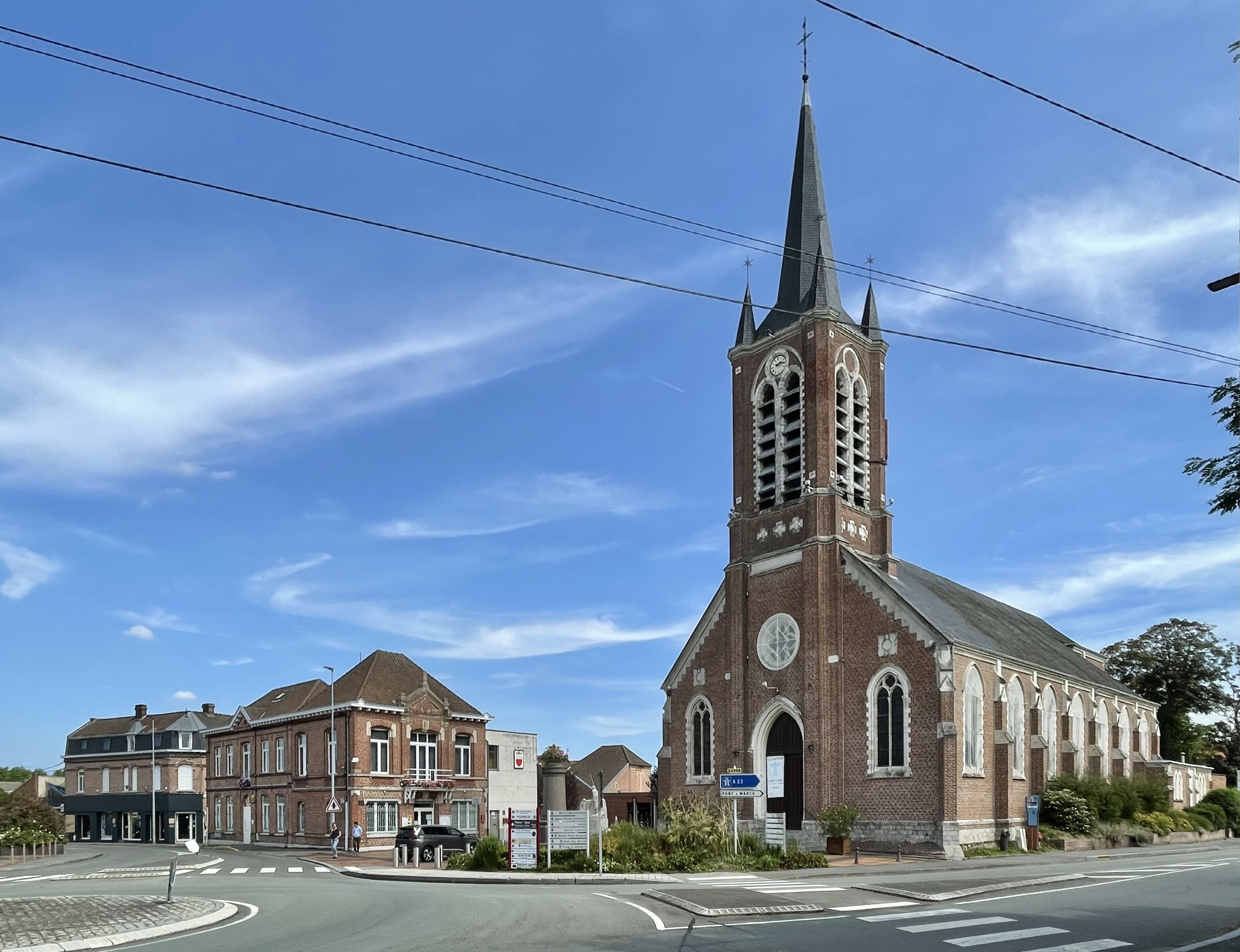
Centrum met kerk
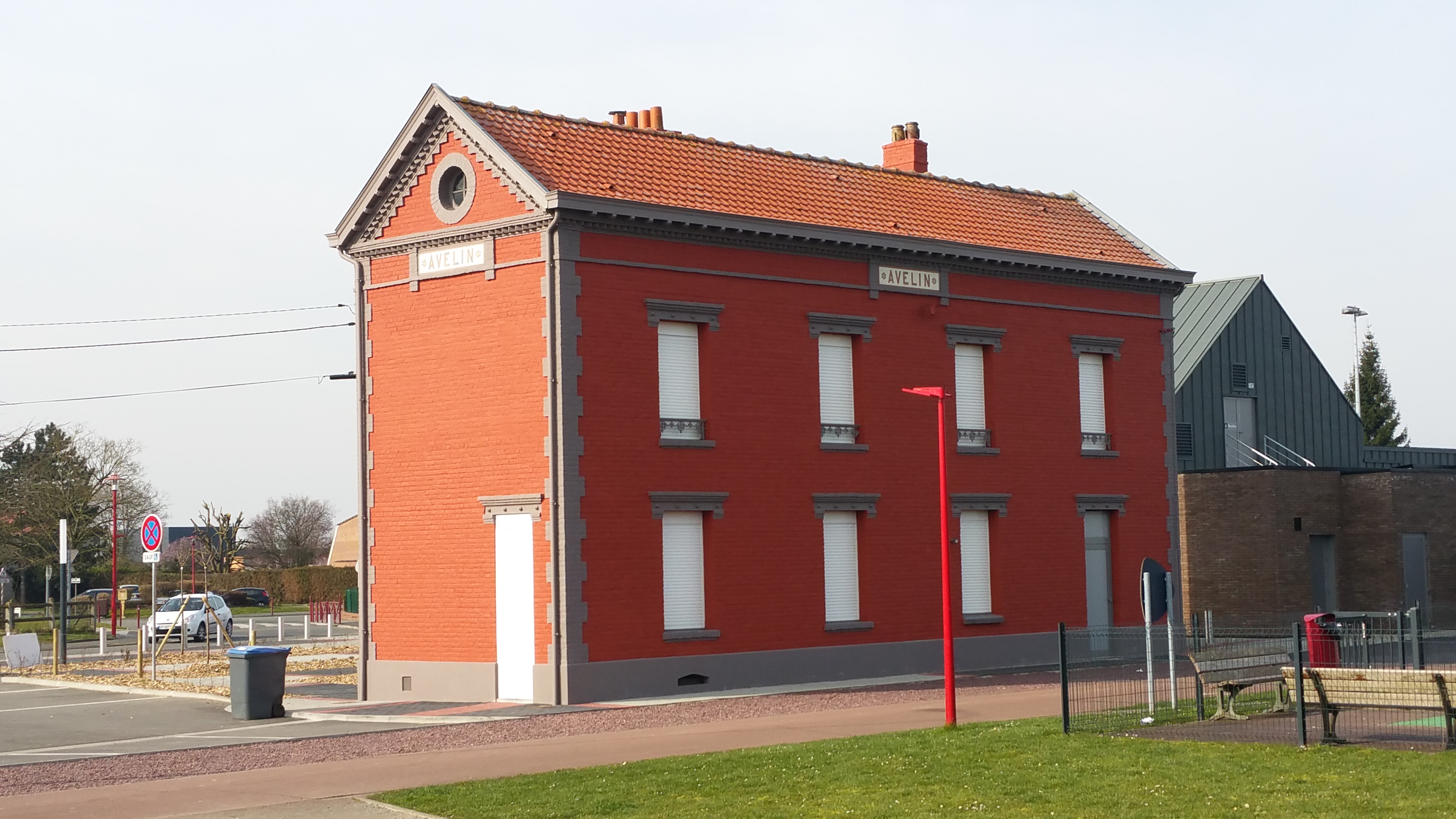
Voormalig station
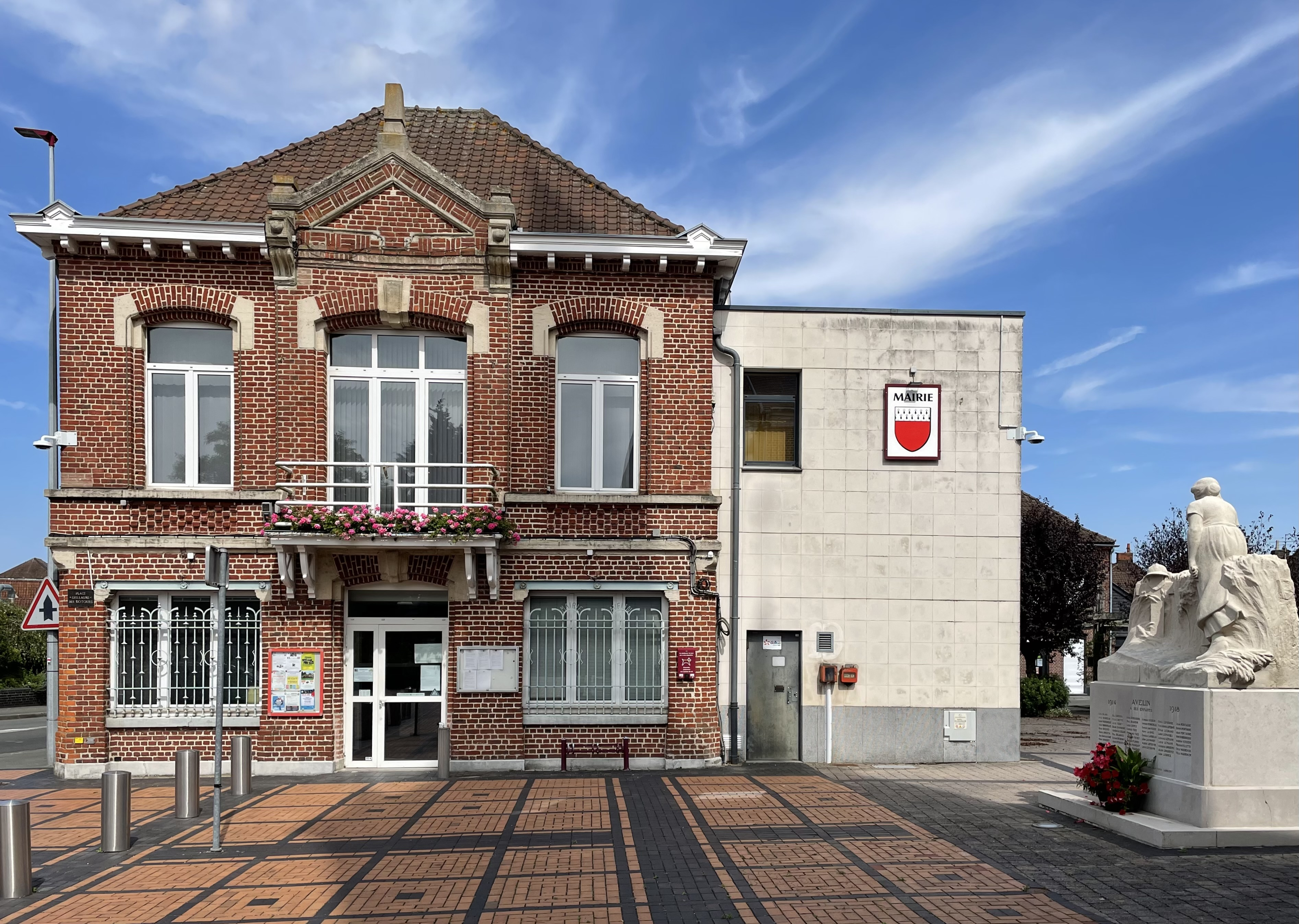
Stadhuis

## Geografie
De oppervlakte van Avelin bedroeg op 1 januari 2022 13,76 vierkante kilometer; de bevolkingsdichtheid was toen 187,1 inwoners per km².

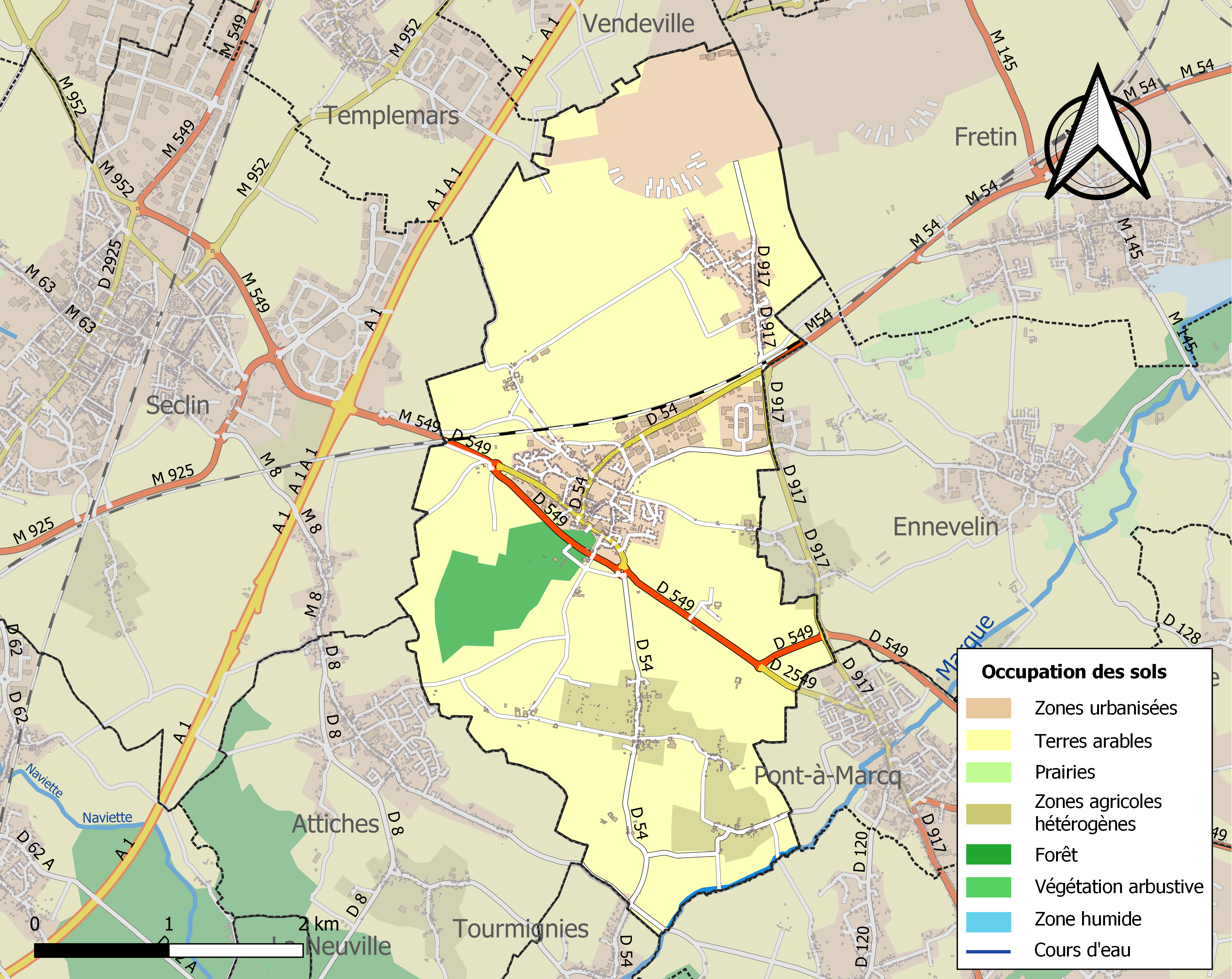
Kaart van de gemeente met belangrijkste infrastructuur, bodemgebruik en omliggende gemeenten

## Bezienswaardigheden
- De Église Saint-Quentin in Avelin
- De Église Saint-Vincent in Ennetières
- Op de gemeentelijke begraafplaats van Avelin en de gemeentelijke begraafplaats van Ennetières bevinden zich enkele Britse oorlogsgraven uit de Tweede Wereldoorlog.

## Demografie
Onderstaande figuur toont het verloop van het inwonertal (bron: INSEE-tellingen).